# کتاب‌شناسی عبدالحسین زرین‌کوب
این نوشتار فهرستی از آثار عبدالحسین زرین‌کوب (۲۷ اسفند ۱۳۰۱ – ۲۴ شهریور ۱۳۷۸) ادیب، تاریخ‌نگار، مترجم، منتقد ادبی و نویسندهٔ برجستهٔ ایرانی است.

## کتاب‌های ادبی پیرامون شعر و نثر
| عنوان                                        | توضیحات                                                                                        |
| فلسفهٔ شعر یا تاریخ تطور شعر و شاعری در ایران | –                                                                                              |
| بنیاد شعر فارسی                              | ترجمه؛ اثر جیمز دارمستتر                                                                       |
| شرح قصیدهٔ ترساییه خاقانی                     | ترجمه به همراه تعلیقات و تصحیحات؛ اثر ولادیمیر مینورسکی                                        |
| نقد ادبی                                     | جستجو در اصول و طرق و مباحث نقادی با بررسی در تاریخ نقد و نقادان                               |
| شعر بی دروغ، شعر بی نقاب                     | بحث در فنون شاعری، سبک و نقد شعر فارسی با ملاحظات تطبیقی و انتقادی دربارهٔ شعر قدیم و شعر امروز |
| سیری در شعر فارسی                            | بحثی انتقادی در شعر فارسی و تحول آن با نمونه‌هایی از شعر شاعران و جستجویی در اقوال تذکره‌نویسان  |
| آشنایی با نقد ادبی                           | –                                                                                              |
| از گذشتهٔ ادبی ایران                          | مروری بر نثر فارسی، سیری در شعر فارسی با نظری بر ادبیات معاصر                                  |
| پیر گنجه در جستجوی ناکجاآباد                 | دربارهٔ زندگی، آثار و اندیشه نظامی                                                              |
| دیدار با کعبهٔ جان                            | دربارهٔ زندگی و آثار و اندیشه خاقانی                                                            |
| حدیث خوش سعدی                                | دربارهٔ زندگی و اندیشهٔ سعدی                                                                     |
| نامورنامه                                    | دربارهٔ فردوسی و شاهنامه                                                                        |
| ادبیات فرانسه در قرون وسطی و رنسانس          | ترجمه؛ اثر وردن سولنیه                                                                         |
| فن شعر ارسطو                                 | ترجمه؛ سال ۱۳۳۷                                                                                |
| ارسطو و فن شعر                               | ترجمه و تألیف؛ سال ۱۳۵۷                                                                        |
| تکدرخت                                       | داستانی نمادی-فلسفی است که نخستین بار در سال ۱۳۴۷ در مجلهٔ یغما به چاپ رسید                     |

## کتاب‌ها در زمینهٔ عرفان و تصوف
| عنوان                         | توضیحات                                                                    |
| ارزش میراث صوفیه              | –                                                                          |
| از کوچه رندان                 | دربارهٔ زندگی و اندیشهٔ حافظ، با همکاری فرانکلین                             |
| جستجو در تصوف ایران           | –                                                                          |
| دنبالهٔ جستجو در تصوف ایران    | –                                                                          |
| سرّ نی                         | نقد و شرح تحلیلی و تطبیقی مثنوی                                            |
| فرار از مدرسه                 | دربارهٔ زندگی و اندیشهٔ امام غزالی                                           |
| پله‌پله تا ملاقات خدا          | دربارهٔ زندگی، اندیشه و سلوک مولانا جلال‌الدین رومی                          |
| بحر در کوزه                   | نقد و تفسیر قصه‌ها و تمثیل‌های مثنوی                                         |
| از نی‌نامه                     | گزیده مثنوی معنوی، با همکاری قمر آریان                                     |
| صدای بال سیمرغ                | دربارهٔ زندگی و اندیشه عطار                                                 |
| نردبان شکسته                  | تفسیر مثنوی معنوی مولانا، دفتر اول و دوم– قسمتی از کتاب گمشدهٔ نردبان آسمان |
| تصوف ایرانی در منظر تاریخی آن | ترجمهٔ مجدالدین کیوانی                                                      |
| شعلهٔ طور                      | دربارهٔ زندگی و اندیشه حلاج                                                 |
| در قلمرو وجدان                | سیری در عقاید، ادیان و اساطیر                                              |
| متافیزیک                      | ترجمه، اثر فلیسین شاله نشر بی نا ۱۳۲۹                                      |

## کتاب‌ها شامل مجموعه مقالات
| عنوان                    | توضیحات |
| با کاروان حلّه            | چاپ اول ۱۳۴۳ - مجموعهٔ نقد ادبی، شامل ۳۰ گفتار |
| یادداشت‌ها و اندیشه‌ها     | شامل ۳۴ مقاله، به کوشش عنایت‌الله مجیدی |
| نه شرقی، نه غربی، انسانی | چاپ‌اول ۱۳۵۳ - شامل ۱۹ مقاله |
| با کاروان اندیشه         | چاپ اول ۱۳۶۳ - شامل ۹ مقاله |
| دفتر ایام                | چاپ اول ۱۳۶۵ - مجموعه گفتارها، اندیشه‌ها و جستجوها؛ شامل ۲۰ مقاله                                                                                 |
| نقش بر آب                | چاپ اول ۱۳۶۸ - به همراه جستجویی چند در باب شعر حافظ، گلشن راز، گذشتهٔ نثر فارسی، ادبیات تطبیقی با اندیشه‌ها، گفت و شنودها و خاطره‌ها؛ شامل ۱۷ مقاله |
| از چیزهای دیگر           | چاپ اول ۱۳۵۶ - مجموعهٔ نقد، یادداشت، بررسی و نمایشواره؛ شامل ۱۹ مقاله                                                                             |
| حکایت همچنان باقی        | چاپ اول ۱۳۷۶ - شامل ۳۴ مقاله |

## کتاب‌ها در زمینهٔ تاریخ اسلام و ایران
| عنوان                                | توضیحات                                                                                |
| دو قرن سکوت                          | سرگذشت حوادث و اوضاع تاریخی ایران در دو قرن اول اسلام از حملهٔ عرب تا ظهور دولت طاهریان |
| تاریخ ایران بعد از اسلام             | –                                                                                      |
| بامداد اسلام                         | داستان آغاز اسلام و انتشار آن تا پایان دولت اموی                                       |
| کارنامهٔ اسلام                        | –                                                                                      |
| تاریخ در ترازو                       | دربارهٔ تاریخ و تاریخ نگری و تاریخ‌نگاری                                                 |
| تاریخ مردم ایران                     | ایران قبل از اسلام                                                                     |
| تاریخ مردم ایران                     | از پایان ساسانیان تا پایان آل بویه                                                     |
| روزگاران ایران، جلد ۱                | از گذشتهٔ باستانی ایران                                                                 |
| روزگاران، جلد ۲                      | از پایان ساسانیان تا تیموریان                                                          |
| روزگاران، ۳ جلد در یک جلد            | تاریخ ایران از آغاز تا سقوط سلطنت پهلوی                                                |
| تاریخ ایران باستان (۴)               | تاریخ سیاسی ساسانیان، تألیف زرین‌کوب و روزبه زرین‌کوب                                    |
| دو رساله دربارهٔ انقلاب مشروطیت ایران | از محمد آقا ایروانی و ابوالقاسم ناصرالملک، به کوشش عبدالحسین زرین‌کوب و روزبه زرین‌کوب   |

## کتاب‌های درسی
| ردیف | عنوان                                     | توضیحات                                                                                               |
| ۱    | قرائت فارسی و تاریخ ادبیات                | برای سال چهارم و پنجم دبیرستان؛ ۱۳۳۵ - با همکاری چهار نفر از دانشمندان                                |
| ۲    | فارسی و دستور زبان                        | برای دورهٔ اول دبیرستان؛ ۱۳۳۵ - با همکاری چهار نفر از دانشمندان                                        |
| ۳    | نقد ادبی                                  | برای سال چهارم آموزش متوسطهٔ عمومی، رشتهٔ فرهنگ و ادب؛ ۱۳۵۶ - تألیف عبدالحسین زرین‌کوب و حمید زرین‌کوب    |
| ۴    | ادبیات فارسی (۱) (قافیه و عروض– نقد ادبی) | برای دورهٔ پیش‌دانشگاهی، رشته علوم انسانی؛ ۱۳۷۸ - تألیف تقی وحیدیان کامیار، دکتر زرین‌کوب و حمید زرین‌کوب |

## آثار گمشده
| ردیف | عنوان                         | توضیحات |
| ۱    | ادبیات فرانسه در دوران کلاسیک | ترجمه از مجموعهٔ چه می‌دانم؛ پایان ترجمه ۱۳۲۹ که در دست ناشر مفقود شده‌است                                                                             |
| ۲    | انسان الهی                    | دربارهٔ زندگی و شخصیت علی بن ابی‌طالب؛ پایان تحریر اردیبهشت ۱۳۵۷؛ این کتاب در دفتر کار نویسنده در دانشکدهٔ ادبیات به دست اشخاص غیرمسئول از بین رفته‌است |
| ۳    | اسلام در نقش فرهنگ و سیاست    | دربارهٔ زندگی سید جمال‌الدین اسدآبادی؛ پایان تحریر اسفند ۱۳۵۶؛ این کتاب در دفتر کار نویسنده در دانشکدهٔ ادبیات به دست اشخاص غیرمسئول از بین رفته‌است    |
| ۴    | نردبان آسمان                  | شامل سه مجلد که نسخه خطی آن نزد ناشر مفقود شد؛ بخشی از این کتاب با عنوان «نردبان شکسته» منتشر شده‌است                                                |
| ۵    | تاریخ ایران بعد از اسلام      | جلد دوم |

## زندگی‌نامه‌ها (خودنوشته‌ها)
| ردیف | عنوان                                     | توضیحات |
| ۱    | نقش بر آب (کوششی برای دست‌یابی به غیرممکن) | مقالهٔ خودنوشت زرین‌کوب که در تاریخ ۲۹ اسفند ۱۳۶۱ در پاریس به رشتهٔ تحریر درآمده و در آن از روزگار کودکی و زندگی در شهر و خانواده و هم‌چنین چگونگی احوال و تحصیلات خود سخن گفته‌است |
| ۲    | حکایت همچنان باقی                         | – |
| ۳    | تقویم پارینه                              | – |

## مقدمه‌ها، تقریظ‌ها و تحشیه‌ها
| عنوان                                                        | توضیحات |
| یادداشتی دربارهٔ طنزنویسی                                     | مقدمه بر مجموعهٔ حضرت فیل، کتاب توفیق                                                                                              |
| تجدید عهدی با خاطرهٔ استاد                                    | مقدمه‌ای بر مجموعه مقالات و اشعار استاد فروزانفر                                                                                   |
| دکتر معین، استاد و پژوهنده                                   | مجموعه مقالات دکتر معین |
| روز وصل دوستداران یاد باد                                    | مجموعه مقالات حمید زرین‌کوب |
| یاد دوست                                                     | مقدمه بر فرهنگ سخنوران خیامپور |
| تقریظ بر کتاب علویان طبرستان                                 | تألیف حکیمیان |
| تقریظ بر کتاب پستهٔ ایران                                     | تألیف محمدحسن ابریشمی |
| دیوان جامع شمس تبریزی                                        | شامل ۴۲۰۰۰ بیت اشعار فارسی و عربی و ملمعات و ۳۵۰۰ غزل و قصیده و مقطعات و ترجیعات و ۱۹۹۵ رباعی یه انضمام معانی لغات و شرح اصطلاحات |
| مقدمه بر کتاب گل و بلبل                                      | گزیدهٔ ۱۲ قرن شعر ایران، ترجمه به آلمانی، پوران‌دخت پیرایش                                                                          |
| مقدمه بر دیوان حافظ                                          | تصحیح قزوینی |
| مقدمه بر کتاب زعفران ایران                                   | تألیف محمدحسن ابریشمی |
| کلیات دیوان شمس تبریزی                                       | مطابق نسخهٔ تصحیح شدهٔ بدیع‌الزمان فروزانفر                                                                                          |
| گزیده‌ای از داستان‌های مثنوی و غزل‌های شمس                      | – |
| کلیات دیوان شمس تبریزی                                       | – |
| دیوان حافظ                                                   | – |
| دورهٔ کامل مثنوی معنوی مولانا جلال‌الدین محمد بلخی             | بر اساس نسخهٔ تصحیح شدهٔ رینولد نیکلسون                                                                                             |
| شرق نزدیک در تاریخ؛ یک سرگذشت پنج هزار ساله                  | اثر فلیپ خوری حتی: ترجمهٔ قمر آریان                                                                                                |
| سقوط ساسانیان؛ فاتحین خارجی، مقاومت داخلی و تصویر پایان جهان | اثر تورج دریایی |

## سخنرانی‌ها، مصاحبه‌ها و نامه‌ها
| عنوان                                                                   | توضیحات |
| بسم الله: سفرهٔ ایرانی                                                   | اصل مقاله به فرانسه در کنگرهٔ شرق‌شناسان ۱۹۶۴ دهلی ایراد شده‌است                                                 |
| نهضت‌های ملی ایران                                                       | – |
| گفتگویی در باب کتاب از کوچهٔ رندان                                       | مصاحبه |
| منتقد و شرایط نقد ادبی                                                  | مصاحبه |
| در جلسهٔ بزرگداشت                                                        | سخنان زرین‌کوب در مجلس بزرگداشت خودش                                                                           |
| زمینهٔ تحقیقی و فلسفی مربوط به نظامی                                     | سخنرانی در کنگرهٔ بین‌المللی بزرگداشت نظامی در ایتالیا، چاپ در مجموعه سخنرانی‌های کنگره                          |
| فرهنگ عامه                                                              | سخنرانی در انجمن اولیا و مربیان دبیرستان تجریش                                                                |
| تدریس ادبیات و مسألهٔ پدران و فرزندان                                    | سخنرانی |
| در جستجوی انسان                                                         | گفتگو با حمید زرین‌کوب، برادر کوچک‌تر و مرحوم ایشان، در خیال و اندیشه                                           |
| ملک‌الشعرای بهار                                                         | سخنرانی در مراسم چهل و چهارمین سالگرد وفات بهار در دانشکدهٔ ادبیات                                             |
| فرهنگ چند صدایی و فرهنگ تک صدایی                                        | مجلهٔ بخارا |
| گفتاری از زنده‌یاد عبدالحسین زرین‌کوب دربارهٔ ترجمهٔ دیوان رودکی به انگلیسی | مجلهٔ بخارا |
| دو دیدار و گفتگو با دکتر زرین‌کوب                                        | تألیف عطا آیتی، بخارا                                                                                         |
| گفتگو با دکتر زرین‌کوب                                                   | تألیف حسن جمشیدی                                                                                              |
| یاد و یادگاری از استاد زرین‌کوب                                          | مصاحبه؛ پرسش و پاسخ دانشجویان گروه تاریخ دانشکدهٔ ادبیات دانشگاه تهران با دکتر زرین‌کوب، به کوشش روزبه زرین کوب |
| نامه‌هایی از دکتر زرین‌کوب یه ایرج افشار                                  | کارنامهٔ زرین                                                                                                  |
| نامه‌ای به برادرم                                                        | نامه به احمد زرین‌کوب، دربارهٔ قصه و قصه‌نویسی                                                                   |
| از چیزهای دیگر                                                          | در افق قصه‌ها                                                                                                  |
| هم جالب، هم قابل تأمل                                                   | نامه به ماشاءالله آجودانی، دربارهٔ کتاب مشروطه ایرانی                                                          |

## فهرست عنوان اشعار زرین‌کوب
| ردیف | عنوان             |
| ۱    | بوسهٔ مهتاب        |
| ۲    | چوپان عاشق        |
| ۳    | نغمهٔ آواره        |
| ۴    | آن شب             |
| ۵    | چشمان تو          |
| ۶    | مهتاب و شاعر      |
| ۷    | اندوه جوانی       |
| ۸    | خزان امسال        |
| ۹    | عصیان             |
| ۱۰   | بودن یا نبودن     |
| ۱۱   | قصه‌ای برای خواهرم |
| ۱۲   | بن‌بست             |
| ۱۳   | دیوپرست           |
| ۱۴   | سیمرغ             |
| ۱۵   | با مولانای روم    |
| ۱۶   | از نقد حال ما     |
| ۱۷   | کارنامهٔ زرین      |
| ۱۸   | نقش رؤیا          |
| ۱۹   | مناجات            |
| ۲۰   | در راه بازگشت     |